# Boarmia castigataria
Boarmia castigataria är en fjärilsart som beskrevs av Bremer 1864. Boarmia castigataria ingår i släktet Boarmia och familjen mätare. Inga underarter finns listade i Catalogue of Life.